# Get Scared (EP)
Get Scared è il secondo EP dell'omonimo gruppo Get Scared, pubblicato il 9 novembre 2009 solo su Amazon e iTunes come download digitale.
In esso sono presenti solo tre tracce, tra le quali sono presenti Sarcasm e Voodoo, brani rivisitati presenti in Cheap Tricks and Theatrics (con il nome Setting Yourself Up for Sarcasm e If Only She Knew Voodoo Like I Do) che verranno in seguito inseriti anche nel primo album full-length Best Kind of Mess.

## Tracce
1. Sarcasm – 3:20
2. Voodoo – 2:56
3. Deepest Cut – 3:21

## Formazione
- Nicholas Matthews - voce
- Johnny Braddock - chitarra solista, voce
- Bradley "Lloyd" Iverson - chitarra ritmica, voce
- Warren Peace - batteria, percussioni